# Marshall Godschalk
Marshall Jonathan Godschalk (Willemstad, Curazao, 28 de febrero de 1984) es un deportista neerlandés que compitió en remo.
Ganó una medalla de oro en el Campeonato Mundial de Remo de 2007, en la prueba de ocho con timonel ligero. Participó en los Juegos Olímpicos de Pekín 2008, ocupando el sexto lugar en la prueba de cuatro sin timonel ligero.

## Palmarés internacional
| Campeonato Mundial | Campeonato Mundial | Campeonato Mundial | Campeonato Mundial      |
| Año                | Lugar              | Medalla            | Prueba                  |
| ------------------ | ------------------ | ------------------ | ----------------------- |
| 2007               | Múnich (Alemania)  | Medalla de oro     | Ocho con timonel ligero |